# Baldichieri d'Asti
Baldichieri d'Asti là một đô thị ở tỉnh Asti vùng Piedmont thuộc Ý, nằm ở vị trí cách khoảng 35 km về phía đông nam của Torino và khoảng 9 km về phía tây của Asti. Tại thời điểm ngày 31 tháng 12 năm 2004, đô thị này có dân số 1.000 người và diện tích là 5,2 km².
Baldichieri d'Asti giáp các đô thị: Asti, Castellero, Monale, Tigliole và Villafranca d'Asti.